# تونی هویت
تونی هویت (به انگلیسی: Toni Hewitt) (زادهٔ ۲۹ سپتامبر ۱۹۵۱) شناگر اهل ایالات متحده آمریکا است.